# El Mosaico
El Mosaico était un important périodique littéraire qui vit le jour en Colombie en 1858. Cette revue fut fondée et dirigée par l'écrivain, journaliste et critique littéraire José María Vergara y Vergara et par l'écrivain Eugenio Díaz Castro.
Son académisme, caractéristique de la littérature colombienne à l'époque romantique, réunissait des écrivains et poètes de tendances variées, soucieux de pérenniser la pureté de la langue espagnole et ses formes traditionnelles. Ils désiraient aussi tenter d'écrire, pour la première fois, l'histoire des lettres colombiennes et renforcer ainsi l'identité culturelle de leur pays. Ils souhaitaient faire mieux connaître le sol de leur patrie et conter les exploits de ses héros, dépeindre les us et coutumes de leurs compatriotes, enfin décrire les paysages de la Colombie.
Le regard attentif et l'imagination créative des membres d'« El Mosaico » participaient grandement à l'enrichissement intellectuel et artistique de chacun d'eux.
« El Mosaico » cessa de paraître en 1872.

## Création et objectifs de la revueEl Mosaico

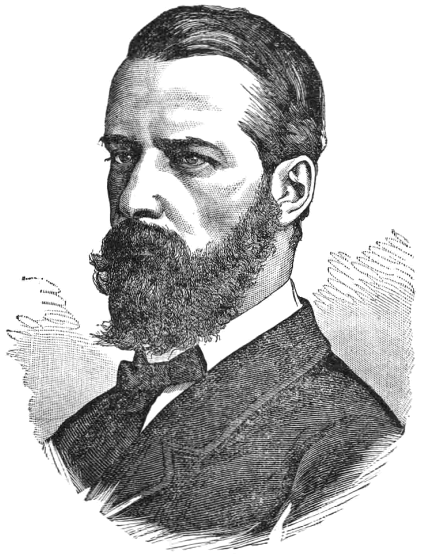
Portrait de José María Vergara y Vergara dans le périodique colombien Papel Periódico Ilustrado (1881-1887)

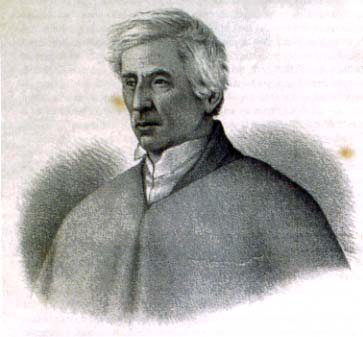
Portrait de Eugenio Díaz Castro

La revue El Mosaico fut fondée par José María Vergara y Vergara et par Eugenio Díaz Castro en 1858. Ce périodique était bimensuel.
Andrés Gordillo Restrepo, auteur de El Mosaico (1858-1872): nacionalisme, elites y cultura en la segunda mital del siglo XIX (français : El Mosaico (1858-1872) : nationalisme, élites et culture pendant la seconde moitié du XIXe siècle), écrit que le périodique El Mosaico, qui apparut à Bogota au cours du second semestre de 1858, avait pour objectifs de combler un double vide : d'une part, l'absence d'institutions encourageant la littérature et les arts en Colombie ; d'autre part, celui éprouvé par l'élite culturelle face à l'affaiblissement de la vie sociale, dû à un engourdissement de la vie associative. Cette dernière s'éveillait uniquement lors des fêtes civiles ou religieuses et d'évènements exceptionnels rompant la routine quotidienne, comme les mariages et les enterrements.

### Thème de la revueEl Mosaico
Les directeurs et rédacteurs d' El Mosaico privilégièrent le thème de l'analyse de notions telles que le peuple, la nation, la réforme et le fédéralisme. Ces notions devinrent les maîtres mots du périodique et conférèrent son identité au complexe et contradictoire processus de construction nationale poursuivi par les dirigeants d' El Mosaico et leur réseau de distribution.

### La librairie annexée à la revue
Une librairie, annexe du périodique El Mosaico, avait pour tâche principale de promouvoir la vente des livres nationaux. Elle présentait des reproductions lithographiques de personnalités de Nouvelle-Grenade, des romans, des poèmes, des manuels d'orthographe, de rhétorique et de grammaire castillane ainsi que des livres de droit.
La librairie envoyait à la cinquantaine d'agents répartis dans les départements et composant le réseau de diffusion d'El Mosaico, pour leurs commandes, la liste des œuvres littéraires et autres ouvrages en vente.
En 1860, El Mosaico comptait 400 abonnés dont 120 à Bogota.

## Cercle littéraireEl Mosaico
Le cercle littéraire est indissociable de la revue du même nom. Créé pendant la seconde moitié du XIXe siècle, il regroupait des intellectuels connus, unis par le romantisme régnant alors. La revue publiait, entre autres, les écrits des membres du groupe.

## Fonctionnement et réunions
El Mosaico connut trois époques de fonctionnement :
- De 1858 à 1860. La guerre civile colombienne (1860-1862) provoqua la première suspension.
- De 1864 à 1865, lorsque Jorge Isaacs entra en relation avec le directeur du périodique. Les guérillas et l'état de guerre déclaré en 1865 (suivi de l'état de guerre déclaré en 1867) furent la cause de la deuxième suspension.
- De 1871 à 1872 (1872 étant l'année du décès du fondateur et directeur d' El Mosaico, José María Vergara y Vergara).

Ses membres se réunissaient lors de veillées, appelées "mosaicos", qui se déroulaient chez l'un d'entre eux.

## Quelques membres du groupe El Mosaico

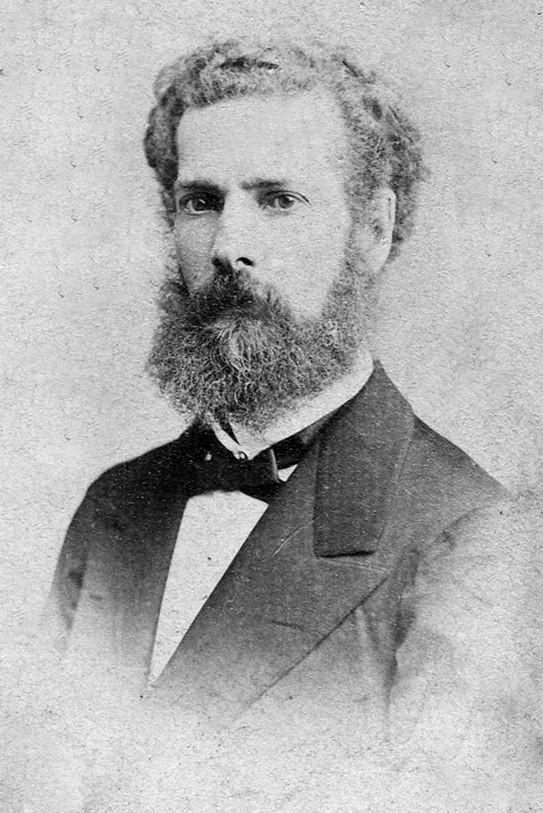
Portrait de José María Samper

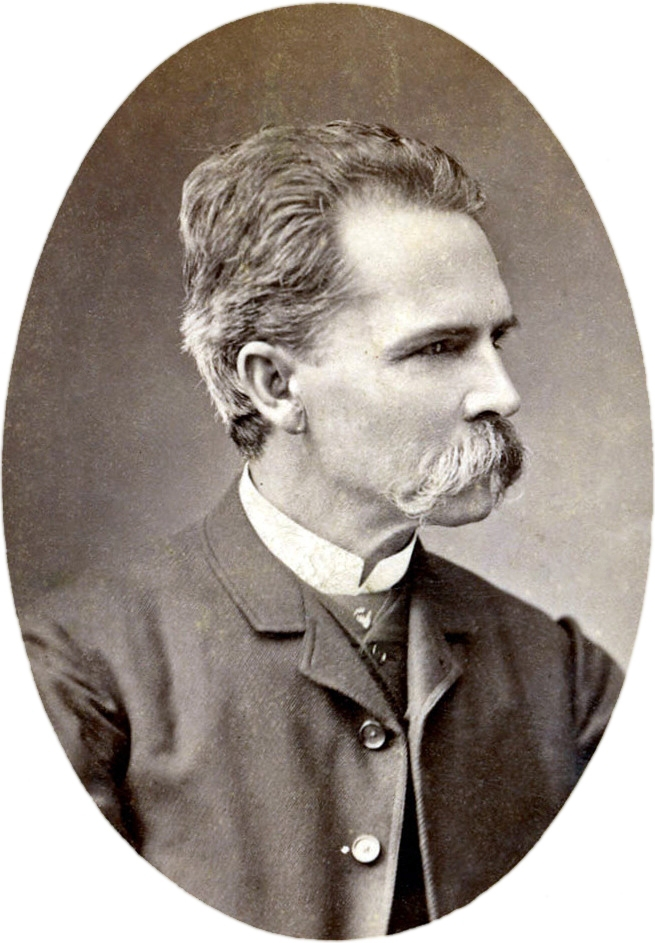
Portrait de Jorge Isaacs par Victor Moscoso

- José María Vergara y Vergara, né à Bogota (1831 - 1872). Écrivain, journaliste et critique littéraire, il fut le fondateur et le directeur de la revue « El Mosaico ».
- Eugenio Díaz Castro, né à Soacha, en Colombie (1803 - 1865). Écrivain, il fut connu grâce à son roman Manuela. Il était l'un des fondateurs d' El Mosaico.
- Lorenzo María Lleras, né à Bogota (1811 - 1868). Poète, journaliste, pédagogue et politicien, il a écrit divers articles littéraires dans « El Mosaico ».
- Ricardo Carrasquilla, né à Quibdó, en Colombie (1827 - 1886). Il était pédagogue, philosophe et poète[7].
- Salvador Camacho Roldán, né à Nunchía, en Colombie (1827 - 1900). Il était juriste, homme politique, pédagogue et journaliste[8].
- José Manuel Marroquín, né à Bogota (1827 - 1908). Écrivain et homme politique, il fut président de la Colombie de 1900 à 1904.
- José María Samper, né à Honda, en Colombie (1828 - 1888). Il était écrivain, journaliste, avocat et politicien.
- Ezequiel Uricoechea Rodriguez, né à Bogota (1834 - 1880). Écrivain, humaniste, linguiste et scientifique, il écrivit dans de nombreux numéros de la revue « El Mosaico »[9].
- Diego Fallon, né à Santa Ana, aujourd'hui Falan, en Colombie (1834 - 1905). Poète et musicien, il enseigna le piano à l'Académie de Musique de Bogota. Ses poèmes les plus connus sont : La luna, A la palma del desierto, Las rocas de Suesca. Un recueil de ses poésies, Poesía, fut édité à titre posthume en 1916. Sa ville natale fut rebaptisée Falan[10].
- José María Quijano Otero, né à Bogota (1836 - 1894). Il était écrivain, historien et homme politique[11].
- Jorge Isaacs, né à Cali, en Colombie (1837 - 1895). Il était écrivain et poète. Son roman María, qui connut un grand succès, mêle idylle champêtre et tableaux de mœurs. En 1864, il fut invité à lire ses manuscrits de poèmes chez José María Samper, au cours d'une réunion du cercle littéraire El Mosaico, devant quatorze autres écrivains qui reconnurent son talent. La revue « El Mosaico » édita trente de ses compositions poétiques : Poesias[12].
- Docteur Aníbal Galindo, auteur de : Estudios económicos fiscales[13] et de Las batallas decisivas de la Libertad[14].